# Lac Reindeer
Pour les articles homonymes, voir Reindeer.
Le lac Reindeer (anglais : Reindeer Lake), aussi connu sous le nom de lac du Caribou est un lac du centre du Canada situé à la frontière des provinces de Saskatchewan et du Manitoba. Le nom du lac provient probablement d'une traduction d'un mot algonquin. C'est le deuxième plus grand lac de la Saskatchewan et le neuvième du Canada. On y trouve beaucoup de petites îles. À l'est se trouve la municipalité de Kinoosao, au nord la municipalité de Brochet (Manitoba) et au sud celle de Southend (Saskatchewan).
Les eaux du lac s'écoulent principalement vers le sud par la rivière des Rennes et par une digue, se déversant ensuite dans le fleuve Churchill puis vers l'est dans la Baie d'Hudson.
Au sud du lac se trouve la baie profonde. Cette baie circulaire de 13 km de diamètre serait le vestige d'un impact de météorite il y a environ 100 millions d'années.
La pêche et le tourisme sont importants pour la région. Les eaux claires et profondes du lac en font un paradis pour les pêcheurs à la ligne.